# Шлякис, Аудрюс
Аудрюс Шлякис (лит. Audrius Šlekys; 2 апреля 1975, Каунас, Литовская ССР, СССР — 27 июня 2003, д. Жигждряй, Каунасский уезд, Литва) — литовский футболист.

## Карьера

### Клубная
Воспитанник «Каунаса». В 1993 году перешёл в «Инкарас», за который выступал на протяжении пяти сезонов. В 1998 году вместе со своим одноклубником Дарюсом Санаевасом перебрался в российскую «Аланию», за которую в чемпионате России дебютировал 13 мая того же года в матче 8-го тура против волгоградского «Ротора», выйдя на 87-й минуте встречи на замену Раймондасу Жутаутасу. В 2000 году выступал за липецкий «Металлург», на следующий год вернулся в «Каунас». Шестикратный чемпион Литвы в составе каунасских клубов «Инкарас», «Жальгирис» и ФБК, двукратный обладатель Кубка Литвы. В 2002 году стал лучшим бомбардиром чемпионата страны с 19 голами.
Кроме того, играл за «Инкарас» в чемпионате Литвы по мини-футболу.

### В сборной
Единственный раз вышел на поле в составе сборной Литвы 31 июля 1996 года в товарищеском матче против сборной Беларуси, заменив на 46-й минуте Эймантаса Подериса.

### Смерть
27 июля 2003 года близ деревни Жигждряй, Каунасского уезда автомобиль BMW пятой серии, за рулём которого находился Шлякис, съехал с шоссе и перевернулся. От удара головой футболист скончался на месте.

## Достижения
- Чемпион Литвы: 1994/95, 1995/96, 1999, 2001, 2002, 2003
- Обладатель Кубка Литвы: 1994/95, 2001/02
- Лучший бомбардир чемпионата Литвы: 2002 (19 голов)